# Hello! Aegissi
Hello! Aegissi (hangŭl: 헬로 애기씨, lett. Ciao signorina; titolo internazionale Hello! Miss, conosciuta anche come Hello! Baby o Hello! My Lady; latinizzazione riveduta: Hello aegissi) è una serie televisiva sudcoreana trasmessa su KBS2 dal 19 marzo all'8 maggio 2007.

## Trama
Lee Su-ha è la trentottesima pronipote di un clan di campagna un tempo molto rispettato e proprietaria del feudo di famiglia Hwa Ahn Dang, che è prossimo alla bancarotta. Comprare il feudo è la massima aspirazione del presidente della società finanziaria TOP Group, che ha due nipoti: Hwang Dong-gyu, che s'impegna al massimo delle sue forze per comprare il feudo per il nonno, e Hwang Chan-min, un donnaiolo disinteressato che, innamoratosi di Su-ha, diventa rivale sia in amore, sia in affari di Dong-gyu. Intanto, dagli Stati Uniti torna la misteriosa Seo Hwa-ran, una modella dal passato poco chiaro inizialmente innamorata di Chan-min, che vuole diventare proprietaria del feudo e sfidare Su-ha.

## Personaggi

### Personaggi principali
- Lee Su-ha, interpretata da Lee Da-hae.
La pronipote del clan Je-an Lee e la proprietaria del feudo storico di famiglia Hwa Ahn Dang, Su-ha ha perso la madre un anno prima dell'inizio della storia a causa di cancro allo stomaco, mentre il padre è scappato a Seul con un'altra donna quando la ragazza era più giovane. Rifiutandosi di vivere una vita da reclusa nel Hwa Ahn Dang, Su-ha decide di esplorare il mondo esterno. S'innamora di Hwang Dong-gyu, che però cerca di convincerla a vendergli il feudo.
- Hwang Dong-gyu, interpretato da Lee Ji-hoon.
Nipote del TOP Group, Dong-gyu è stato cresciuto dal nonno, meschino presidente della compagnia, ma non è diventato come lui: infatti, è onesto, beneducato e semplice, con una personalità passionale. Tenta con tutte le sue forze d'imparare come essere un buon erede della società del nonno, ma i suoi sforzi sono ulteriormente vanificati quando s'innamora della gentile Su-ha. Nonostante i suoi forti sentimenti per lei, non è un bravo corteggiatore.
- Hwang Chan-min, interpretato da Ha Seok-jin.
Chang-min è il cugino di Dong-gyu e come lui nipote del TOP Group, ma non ha nessun interesse a ereditarla. Dà per scontato tutto quello che ha e si concentra solamente sul suo lavoro come modello. Il suo sguardo abbagliante e la sua personalità aperta conquistano immediatamente i cuori delle ragazze, rendendolo un dongiovanni, ma comincia a cambiare quando incontra Su-ha e scopre il vero amore. Per conquistare il cuore della ragazza, si mette gestione aziendale e diventa rivale di Dong-gyu.
- Seo Hwa-ran, interpretata da Yeon Mi-joo.
Hwa-ran è la figlia di una donna pazza, che la diede alla luce nel feudo di Hwa Ahn Dang. Dopo essere scappata di casa durante la scuola media, è riuscita a farsi adottare da un'anziana famiglia afroamericana colta e ricca, trasferendosi negli Stati Uniti. Torna quindi in Corea del Sud dopo essersi diplomata al college e aver completamente cambiato il proprio corpo attraverso interventi di chirurgia plastica. Quando scopre che Su-ha è diventata un ostacolo nella sua vita apparentemente perfetta, la sfida. Alla fine, s'innamora del fratello maggiore di Su-ha, Joon-young, che l'aveva sempre incoraggiata e sostenuta sin da quando erano bambini.

### Altri personaggi
- Lee Joon-young, interpretato da Ryan.
È il fratellastro di Su-ha.
- Jang Dae-ri, interpretato da Moon Chun-shik.
- Oh Jung-sook, interpretata da Jang Young-ran.
È un'amica di Su-ha.
- Hwang Man-bok, interpretato da Park In-hwan.
- Lee Joon-hee, interpretata da Lee Min.
- Lee Don-kyu, interpretato da Park Chan-hwan.
È il padre di Su-ha.
- Hwang Yoo-il, interpretata da Choi Soo-rin.
È la zia di Dong-gyu.
- Han Soo-jung, interpretata da Kim Hee-jin.
È la matrigna di Su-ha.
- Lee Myung-ook, interpretata da Kim Hyun-joo.
È la madre di Chan-min.
- Capo Kwak, interpretato da Kim Kwang-kyu.
- Ahn Sung-daek, interpretata da Jo Eun-duk.
- Kkot Boon-yi, interpretata da Park Soon-chun.
- Lee Hak, interpretata da Yeo Woon-kay.
- Byung-tae, interpretato da Heo Hyun-ho.

## Riconoscimenti
- 2007 – KBS Drama Awards
  - Vinto – Premio all'eccellenza, attrice in una miniserie a Lee Da-hae.

## Distribuzioni internazionali
| Paese      | Canale/i              | Prima TV                     | Titolo adottato     |
| ---------- | --------------------- | ---------------------------- | ------------------- |
| Taiwan     | Drama Videoland       | 6 agosto-10 settembre 2007   | Hello 小姐          |
| Hong Kong  | Entertainment Channel | 20 settembre-22 ottobre 2007 | 甜心女當家          |
| Filippine  | GMA Network           | dal 7 luglio 2008            |                     |
| Thailandia | BBTV Channel 7        |                              | คุณชายไฮโซ คุณหนูโอทอป |